# Preutin-Higny
Preutin-Higny – miejscowość i gmina we Francji, w regionie Grand Est, w departamencie Meurthe i Mozela.
Według danych na rok 1990 gminę zamieszkiwało 125 osób, a gęstość zaludnienia wynosiła 18 osób/km² (wśród 2335 gmin Lotaryngii Preutin-Higny plasuje się na 920. miejscu pod względem liczby ludności, natomiast pod względem powierzchni na miejscu 837.).